# 傑夫·肯特
傑佛瑞·富蘭克林·肯特（英語：Jeffrey Franklin Kent，1968年3月7日—），為美國職棒大聯盟的二壘手，生涯曾效力過藍鳥、大都會、印地安人、巨人、太空人與道奇等隊。肯特是2000年的國聯MVP得主，也是目前大聯盟二壘手的歷史全壘打王。1997年至2005年間，肯特能平均每年打回90分以上的打點。他生涯入選5次明星賽，560支二壘安打也是大聯盟史上第30名。

## 職業生涯

### 多倫多藍鳥
1989年大聯盟選秀，藍鳥在第20輪選進肯特。1992年，他受邀參加春訓，並成功進入大聯盟開季名單。4月12日，他在初登場就擊出大聯盟首安。14日敲出大聯盟首轟。起初他還只是一名替補球員，但隨著三壘手Kelly Gruber受傷，肯特也成為球隊的固定先發球員。

### 紐約大都會
1992年8月27日，藍鳥將肯特交易到大都會，換來大衛·孔恩。雖然肯特在大都會展現出不錯的打擊能力，但球隊的戰績卻毫無起色。而肯特也因為情緒起伏大和其孤立主義的性格使他在球隊內人緣極差。這年球隊二壘手Willie Randolph在10月4日進行引退賽，而肯特也特別擔任先發游擊手。

### 克里夫蘭印地安人
1996年，大都會在交易大限截止前將肯特和José Vizcaíno交易到印地安人，換來Álvaro Espinoza和Carlos Baerga。球季結束後，印地安人再將肯特、José Vizcaíno和Julián Tavárez交易到巨人，換來Matt Williams。結果巨人這筆交易引發巨人球迷不滿，因為Williams已經在巨人待了10年，卻被球隊交易來以脾氣不好著稱的肯特。

### 舊金山巨人
1997年，肯特的打擊率為2成50，並敲出29轟與121分打點。1998年，他拿下威利·麥克獎。
2000年，他的打擊率為3成34，並敲出33轟與125分打點，成功拿下國聯MVP。巨人以97勝65敗晉級季後賽，卻在分區賽以1勝3敗輸給大都會。
2002年，他的打擊率為3成13，並敲出37轟與108分打點。巨人靠著肯特和這年的MVP貝瑞·邦茲，以95勝66敗拿下外卡席次。他們連續擊敗勇士和紅雀，不過在世界大賽與天使鏖戰7場比賽後敗下陣來。
儘管球隊戰績出色，但球隊和肯特的關係卻日益惡化。2002年，肯特因手臂骨折缺席春訓。他起初對球隊說自己是因為清洗卡車時滑倒受傷所致，但球隊後來卻發現他是因為私下騎車表演危險特技不慎摔傷手臂。此外，肯特和邦茲曾在休息室被拍到多次爆發衝突。加上總教練達斯蒂·貝克球季結束後離隊，讓肯特又多了想轉隊的想法。

### 休士頓太空人
2002年休賽季，肯特和太空人簽下2年1990萬美元的合約。2004年8月19日，肯特完成一次三殺守備，為太空人隊史13年來首次。10月2日，他敲出生涯288轟，正式超越雷恩·桑柏格成為史上最多轟的二壘手。
2004年國家聯盟冠軍賽第五場，肯特在9局下敲出再見3分砲，幫助球隊取得聽牌優勢，但最後他們連輸兩場比賽，無緣晉級世界大賽。

### 洛杉磯道奇
2004年12月14日，肯特和道奇簽下3年2100萬美元的合約。2005年他的打擊率為2成89，並敲出29轟與105分打點，皆是全隊最高。2006年，他因為斜肌受傷缺席大半賽季。不過他仍在球季末回歸，並幫助球隊打進季後賽。2008年，肯特在合約走完後決定結束職業生涯。他在2009年1月22日正式宣布退休。

## 生涯打擊成績

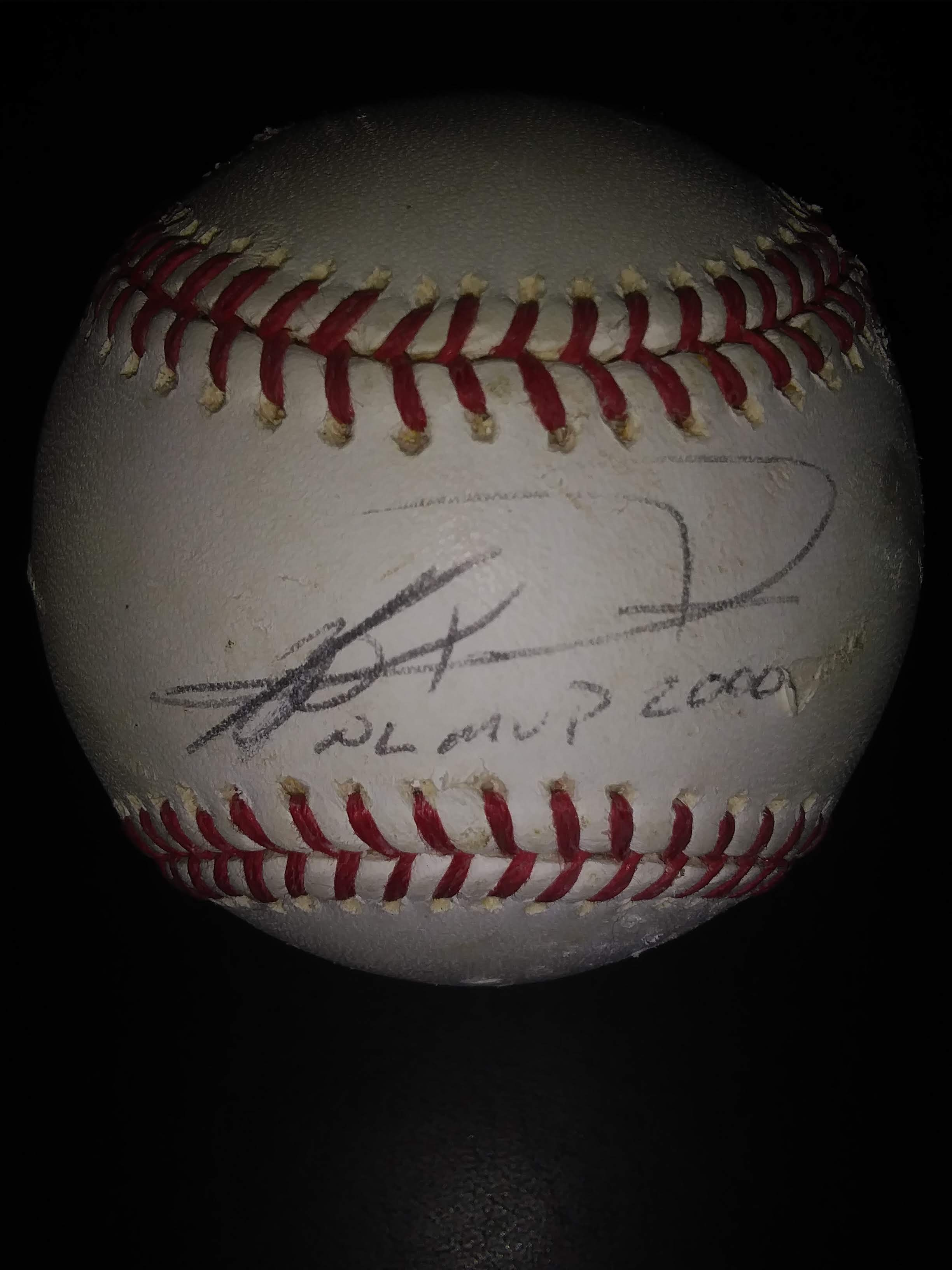
2000年，肯特的MVP親筆簽名球

| 出賽次數 | 打席 | 打數 | 得分 | 安打 | 二安 | 三安 | 全壘打 | 打點 | 盜壘 | 保送 | 三振 | 打擊率 | 上壘率 | 長打率 | OPS  |
| -------- | ---- | ---- | ---- | ---- | ---- | ---- | ------ | ---- | ---- | ---- | ---- | ------ | ------ | ------ | ---- |
| 2298     | 9537 | 8498 | 1320 | 2461 | 560  | 47   | 377    | 1518 | 94   | 801  | 1522 | .290   | .356   | .500   | .855 |

## 個人生活
肯特目前已婚，並育有2子1女。其中小兒子Colton先後在楊百翰大學和南愛達荷學院的棒球隊打球。

## 外部連結
- 球員資訊和成績在MLB，ESPN，Baseball-Reference，Fangraphs（英文）
- 傑夫·肯特在台灣棒球維基館上的頁面（繁體中文）